# Іскандарян Мнацакан Фрунзевич
Мнацакан Фрунзевич Іскандарян (рос. Мнацакан Фрунзевич Искандарян; нар. 17 травня 1967, Ленінакан, Вірменська РСР) — радянський та російський борець греко-римського стилю вірменського походження, триразовий чемпіон світу, дворазовий чемпіон та срібний призер чемпіонатів Європи, володар Кубку світу, чемпіон Олімпійських ігор. Заслужений майстер спорту СРСР з греко-римської боротьби. Заслужений тренер Росії. У 2012 році включений до Всесвітньої Зали слави Міжнародної федерації об'єднаних стилів боротьби.

## Життєпис
Боротьбою почав займатися з 1978 року під керівництвом Корюна Мовсесяна. У 1987 році став чемпіоном світу серед молоді.
У 1988—1991 роках входив до складу національної збірної СРСР. У 1989 році виграв срібну медаль чемпіонату Європи. У 1990 році перейшов у важчу вагову категорію і завоював титул чемпіона світу, а в 1991 році став переможцем чемпіонатів Європи та світу. У 1992 році, представляючи Вірменію в Об'єднаній команді, здобув перемогу на чемпіонаті Європи і Олімпійських іграх в Барселоні. Надалі виступав під прапором Росії. У 1994 році втретє став чемпіоном світу. У 1996 році був учасником Олімпійських ігор в Атланті. Після цього перейшов на тренерську роботу. Головний тренер юніорської збірної Росії.
Наприкінці спортивної кар'єри виступав за борцівський клуб KSV Віттен, Північний Рейн-Вестфалія, Німеччина.
Має вищу фізкультурну освіту.

## Спортивні результати на міжнародних змаганнях

### Виступи на Олімпіадах
| Змагання                    | Збірна            | Вагова категорія                 | Місце  |
| --------------------------- | ----------------- | -------------------------------- | ------ |
| Літні Олімпійські ігри 1992 | Об'єднана команда | греко-римська боротьба, до 74 кг | Золото |
| Літні Олімпійські ігри 1996 | Росія             | греко-римська боротьба, до 74 кг | 5      |

### Виступи на Чемпіонатах світу
| Змагання                        | Збірна | Вагова категорія                 | Місце  |
| ------------------------------- | ------ | -------------------------------- | ------ |
| Чемпіонат світу з боротьби 1990 | СРСР   | греко-римська боротьба, до 74 кг | Золото |
| Чемпіонат світу з боротьби 1991 | СРСР   | греко-римська боротьба, до 74 кг | Золото |
| Чемпіонат світу з боротьби 1994 | Росія  | греко-римська боротьба, до 74 кг | Золото |
| Чемпіонат світу з боротьби 1995 | Росія  | греко-римська боротьба, до 74 кг | 4      |

### Виступи на Чемпіонатах Європи
| Змагання                         | Збірна            | Вагова категорія                 | Місце  |
| -------------------------------- | ----------------- | -------------------------------- | ------ |
| Чемпіонат Європи з боротьби 1989 | СРСР              | греко-римська боротьба, до 68 кг | Срібло |
| Чемпіонат Європи з боротьби 1991 | СРСР              | греко-римська боротьба, до 74 кг | Золото |
| Чемпіонат Європи з боротьби 1992 | Об'єднана команда | греко-римська боротьба, до 74 кг | Золото |
| Чемпіонат Європи з боротьби 1996 | Росія             | греко-римська боротьба, до 74 кг | 6      |

### Виступи на Кубках світу
| Змагання                    | Збірна | Вагова категорія                 | Місце  |
| --------------------------- | ------ | -------------------------------- | ------ |
| Кубок світу з боротьби 1988 | СРСР   | греко-римська боротьба, до 68 кг | Золото |

### Виступи на інших змаганнях
| Змагання                           | Збірна            | Вагова категорія                 | Місце  |
| ---------------------------------- | ----------------- | -------------------------------- | ------ |
| Гала гран-прі FILA 1987            | СРСР              | греко-римська боротьба, до 68 кг | 10     |
| Гран-прі Німеччини з боротьби 1989 | СРСР              | греко-римська боротьба, до 68 кг | Золото |
| Золотий Гран-прі з боротьби 1992   | Об'єднана команда | греко-римська боротьба, до 74 кг | Золото |
| Гран-прі Німеччини з боротьби 1992 | Об'єднана команда | греко-римська боротьба, до 74 кг | Золото |

### Виступи на змаганнях молодших вікових груп
| Змагання                                     | Збірна | Вагова категорія                 | Місце  |
| -------------------------------------------- | ------ | -------------------------------- | ------ |
| Чемпіонат світу з боротьби серед молоді 1987 | СРСР   | греко-римська боротьба, до 68 кг | Золото |